# Arremonops tocuyensis
Arremonops tocuyensis là một loài chim trong họ Emberizidae.